# Schiefer Turm von St. Moritz

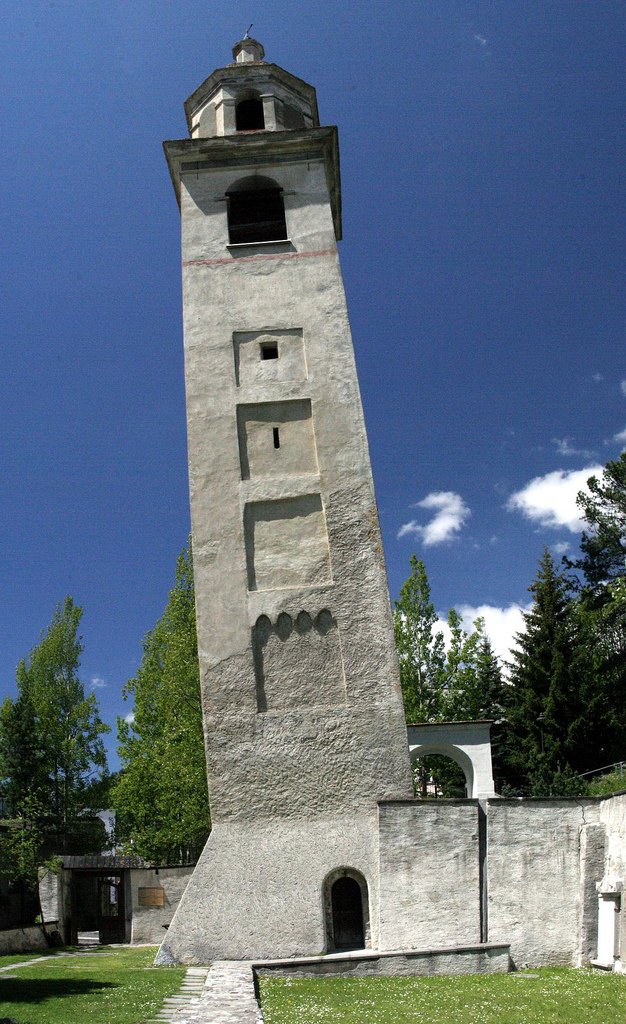
Blick vom alten Friedhof auf den Schiefen Turm von St. Moritz

Der Schiefe Turm von St. Moritz ist ein Kirchturm in der Schweizer Gemeinde St. Moritz. Er ist ein Überrest der 1893 abgerissenen St-Mauritius-Kirche im Ortsteil St. Moritz-Dorf. Durch einen Hangrutsch begann sich Ende des 18. Jahrhunderts der Kirchturm zu verschieben, nur durch aufwendige und wiederholte Sicherungsmassnahmen konnte ein Umkippen verhindert werden. Er zählt zu den weltweit am stärksten geneigten Türmen; die Gemeinde St. Moritz nennt einen Neigungswinkel von 5,5° (Stand 2021). Aufgrund seiner auffälligen Erscheinung wurde der im 16. Jahrhundert erbaute Kirchturm zu einer Sehenswürdigkeit von St. Moritz; der Schiefe Turm und die Kirchenruine gelten als Kulturgüter von regionaler Bedeutung.

## Geschichte der Mauritiuskirche

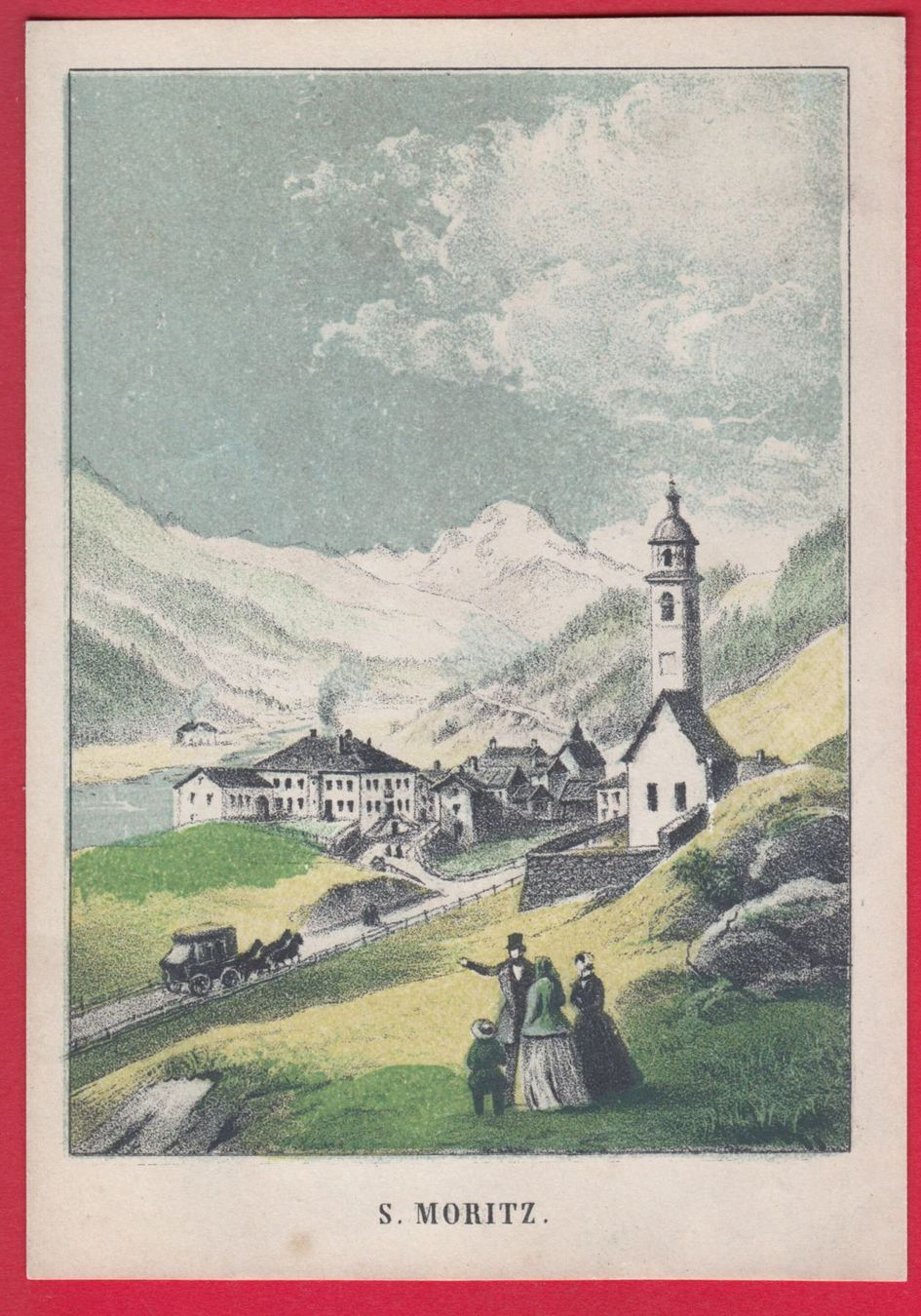
Ansicht von St. Moritz mit der Mauritiuskirche. Lithografie von 1854

Die dem Stadtpatron und Namensgeber von St. Moritz geweihte Mauritiuskirche wurde erstmals 1139 urkundlich erwähnt, als das Oberengadin von den Grafen von Gammertingen in den Besitz des Bischofs von Chur überging. Die romanische Mauritiuskirche war eine der drei Hauptkirchen im Oberengadin. Anfang des 16. Jahrhunderts, als St. Moritz zu einem Wallfahrtsort aufstieg, wurde die Kirche im gotischen Stil umgebaut, sie erhielt ein Langhaus mit Chor. Einen neuen Glockenturm mit einer Turmuhr datiert eine heute noch erkennbare Inschrift auf das Jahr 1570. 1672 wurde der Kirchturm weiter ausgebaut und erhielt seine heutige Höhe von 33 Metern.
Bereits Mitte des 18. Jahrhunderts wurde eine Beschädigung der Kirche durch einen Hangrutsch festgestellt, die eine erste Renovierung im Jahr 1769 erforderte. Nach einem Erdbeben wurde 1797 von einer «Verschiebung» des Kirchturms berichtet. Da der Bergdruck weiter anwuchs, wurde im 19. Jahrhundert die inzwischen baufällige alte Mauritiuskirche schrittweise abgetragen; 1856 wurde der Chor abgerissen. Zur Stabilisierung des deutlich geneigten Kirchturms wurden 1890 die Glocken entfernt, drei Jahre später wurde auch das Kirchenschiff abgetragen. Pläne zum Abriss des Kirchturms wurden verworfen, als 1897 der Architekt Nicolaus Hartmann eine Abstimmung erzwang, in der sich die Bevölkerung von St. Moritz für den Erhalt des Turmes aussprach.
Als Ersatz für die baufällige Mauritiuskirche wurde bereits 1787 eine neue Kirche in zentraler Ortslage errichtet, die heute noch als Dorfkirche von der evangelisch-reformierten Landeskirche in Graubünden genutzt wird. Neben dem Schiefen Turm blieb der Kirchfriedhof von der alten St-Mauritius-Kirche mit mehreren Grabsteinen aus dem 18. und 19. Jahrhundert erhalten.

## Ursache für die Neigung des Turmes
Geologische Untersuchungen zeigten, dass die Mauritiuskirche auf einem Kriechhang errichtet wurde. Dieser wurde im sogenannten Brattas-Fullun-Bergsturz in prähistorischer Zeit gebildet. Er erstreckt sich über eine Breite von 600 Metern und eine Länge von etwa 1500 Metern. Am unteren Ende staucht sich der Kriechhang vor einem Felsen, auf dem Mitte des 19. Jahrhunderts das Hotel «Kulm» errichtet wurde. In genau dieser Stauzone und somit gegenüber dem Hotel steht der Turm der Mauritiuskirche. Am Standort des Turms besteht der Untergrund aus einer etwa 15 Meter dicken Schicht von instabilem Geröll. Während in den Hochlagen Bewegungen des Untergrund von bis zu 10 cm pro Jahr gemessen wurden, beträgt die Bewegung in der Stauzone am unteren Ende weniger als 1 cm pro Jahr.
In der Stauzone kam es zusätzlich zu einem vertikalen Transport von weicherem Gestein, das von härteren Gesteinsschichten nach oben gedrückt wurde, wodurch sich über die Jahrhunderte eine Erdwelle gebildet hatte. Da die Mauritiuskirche auf genau dieser Erdwelle errichtet worden war, neigte sich das Kirchenschiff vor seinem Abriss bergwärts, während der Kirchturm zum Tal hin geneigt ist. Zur Bewegung des Untergrunds trug auch die Durchströmung mit Bergwasser bei; die jährliche Niederschlagsmenge in St. Moritz liegt bei 1000 mm, hinzu kommt das Schmelzwasser der umliegenden Berge.
Wegen der Instabilität des Hangs verlangt die Gemeinde St. Moritz bei Bauprojekten in den als Gefahrenzone ausgewiesenen Gebieten am Brattas-Hang eine besondere Prüfung durch das Institut für Geotechnik der ETH Zürich. Die Massnahmen wurden weiter verschärft, als bei dem 1990 errichteten Mehrfamilienhaus «Chesa Corviglia» Verschiebungen beobachtet wurden, die eine zusätzliche Stabilisierung der Stützmauern erforderten.

## Erhaltung des Schiefen Turms

Maillarts Plan zur Stabilisierung des Schiefen Turms von 1928

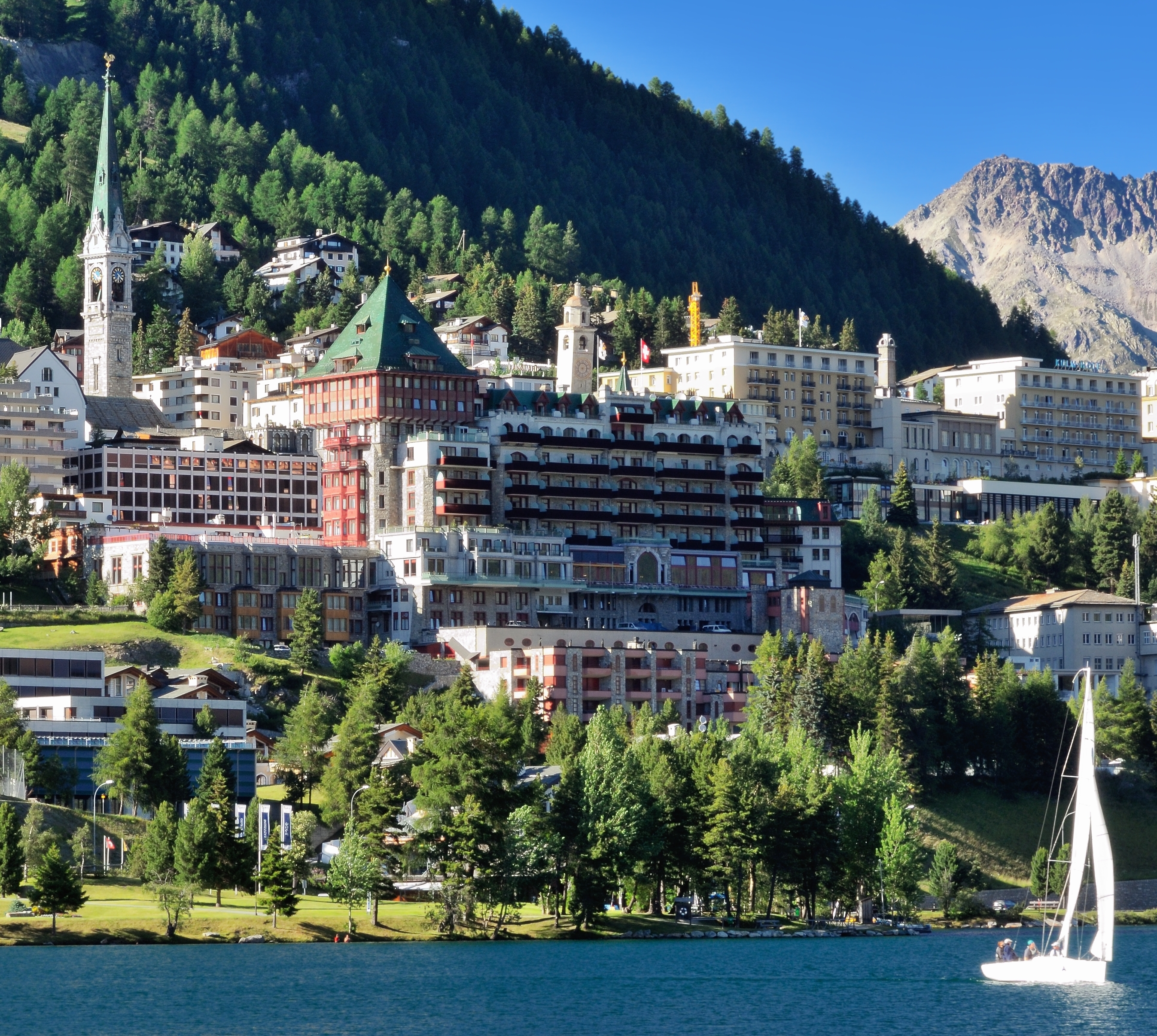
Ortsbild von St. Moritz-Dorf mit dem Schiefen Turm in der Bildmitte (2014)

Um den Kirchturm zu erhalten, wird er seit 1908 durch regelmässige Neigungs- und Verschiebungsmessungen überwacht. Seit 1976 erfolgt die Überwachung unter Federführung der ETH Zürich. Um einen Einsturz des Turms zu verhindern, wurde 1928 eine erste Sanierung unter der Leitung des Bauingenieurs Robert Maillart durchgeführt. Zu dieser Zeit hatte der Turm eine Neigung von 7,6 % (4.3°). Maillard liess auf der Talseite des Turms einen Betonsockel anfertigen, durch den das Fundament verstärkt und verbreitert wurde. Während der Erstellung des Sockels wurde der Turm durch Stahlseile gesichert; diese Arbeiten führte Richard Coray durch. Maillards Sanierung konnte eine weitere Zunahme der Neigung des Turms nicht verhindern, doch wurde das Fundament ausreichend stabilisiert und die durchschnittliche jährliche Neigungszunahme von 1,0 ‰ (0.06°) auf bis zu 0,2 ‰ (0.01°) in den 1940er- und 1950er-Jahren verringert.
Eine zweite Sanierung des Turms fand 1967 unter der Leitung von Robert Haefeli statt. Das Fundament wurde durch vier 20 m lange Anker verstärkt, darüber hinaus wurde der Untergrund durch die Anlage von Horizontalbrunnen entwässert. Diese Massnahmen führten dazu, dass der inzwischen um 9,4 % (5.4°) geneigte Turm in den folgenden Jahren nicht weiter kippte.
1983 fand eine dritte Sanierung statt, in der der Turm auf ein neues Fundament aus Stahlbeton gestellt wurde. Er erhielt einen Stahlbetonkragen als Unterfangung und wurde hydraulisch auf drei Brückenlager gehoben. Durch das neue Fundament wurde erstmals der Turm wieder angehoben, der Neigungswinkel verringerte sich von 5.4° auf weniger als 5.1°. 2005 wurde der Turm durch Einbringung zusätzlicher Betonscheiben angehoben; acht Jahre später wurde eine weitere Korrektur des Fundaments notwendig, bei der der Turm um weitere 10 cm aufgerichtet wurde. Die Kosten für die Sanierungsarbeiten im Jahr 2013 beliefen sich auf 300'000 Franken.
Der Schiefe Turm von St. Moritz übertrifft mit einem ausgewiesenen Neigungswinkel von rund 5,5° den berühmteren Schiefen Turm von Pisa und auch den vom Guinness-Buch der Rekorde als Rekordhalter genannten Schiefen Turm von Gau-Weinheim. Der Turm gilt als das Wahrzeichen von St. Moritz und wurde in das Schweizerische Inventar der Kulturgüter von nationaler und regionaler Bedeutung aufgenommen. Im Volksmund wird der Turm als der «aufrechteste St. Moritzer» bezeichnet.